# Seznam škotskih astronomov
Seznam škotskih astronomov.

## A
- Thomas David Anderson (1853 – 1932)

## B
- David Brewster (1781 - 1868)
- Thomas Makdougall Brisbane (1773 – 1860)
- John Campbell Brown (1947 – )

## D
- James Dunlop (1793 – 1848)

## F
- Annette Ferguson
- James Ferguson (1710 – 1776)
- James Ferguson (1797 – 1867)
- Williamina Fleming (1857 – 1911)

## G
- David Gill (1843 – 1914)
- Robert Grant (1814 – 1892)
- David Gregory (1661 – 1708)
- James Gregory (1638 – 1675)

## H
- Thomas James Henderson (1798 – 1844)

## I
- Robert Thorburn Ayton Innes (1861 – 1933)

## J
- John Jackson (1887 – 1958)

## L
- Johann von Lamont
- Malcom Sim Longair (1941 – )

## N
- James Nasmyth (1808 – 1890)
- John Pringle Nichol (1804 – 1859)

## R
- Abraham Robertson (1751 – 1826)

## S
- Anneila Sargent
- James Short (1710 – 1768)
- Charles Piazzi Smyth